# Маша и Мечока: Обичам сватби
„Маша и Мечока: Обичам сватби“ (на руски: Маша и Медведь в кино: Скажите «Ой!») е руска компютърна анимация от 2023 г. на студио „Анимакорд“, базирана на сериала „Маша и Мечока“ и е вторият му кинопроект. Премиерата излиза на 1 юни 2023 г.

## Актьорски състав
- Юлия Зуникова – Маша
- Борис Кутневич – Мечока
- Артём Божутин – момчето
- Валерия Шевченко – момичето
- Зина Куприянович – организаторката на сватбите
- Олег Савостюк – годеникът на организаторката
- Диомид Виноградов, Юлия Яблонская – второстепенни персонажи

## В България
В България филмът излиза по кината като първа част от компилацията „Маша и Мечока: Двойно забавление“ от „Про Филмс“ на 15 декември 2023 г.

### Нахсинхронен дублаж
| Роля                         | Изпълнител                                                                                             |
| ---------------------------- | --- |
| Маша                         | Ева Данаилова                                                                                          |
| Организаторката на сватбите  | Татяна Етимова                                                                                         |
| Годеникът на организаторката | Денсилав Димитров                                                                                      |
| Други гласове                | Жана Донева Михаил Георгиев Ангелина Русева Евгения Ангелова Марио Иванов Симеон Дамянов Христо Узунов |

| Обработка           | студио „Про Филмс“                 |
| ------------------- | ---------------------------------- |
| Режисьор на дублажа | Анна Тодорова                      |
| Тонрежисьори        | Детелина Ралчевска Станислав Донев |
| Преводач            | Лора Станоева                      |